# جرابيات الفوهة
جرابيات الفوهة (الاسم العلمي: Saccostoma) هي شعيبة من الطلائعيات تتبع شعبة الحنادر من.

## طوائف
- محراكات